# Sodomka
Sodomka (Carrosserie Sodomka) — компания, занимавшаяся производством автомобильных кузовов. Основана Йозефом Содомкой (чеш. Josef Sodomka) в городе Високе-Мито (чеш. Vysoké Mýto) в 1895 году, как каретная мастерская. С 1925 года предприятие переключилось на постройку заказных кузовов на шасси Laurin & Klement, Škoda, Aero, Praga, Tatra, Duesenberg, Mercedes и других автомобильных фирм. В 1932 году два изделия Содомки получили приз за элегантность на выставке в Брно, что немало способствовало популярности марки. Заказчиками фирмы были известные лица, в том числе Ян Верих и Гана Бенешова.
Во время Второй мировой войны компания строила грузовые, пассажирские и специальные кузова для военных целей.. Производство легковых моделей возобновилось в 1944. После войны Sodomka была национализирована и стала частью предприятия Karosa.